# Bela (Serbia)
Bela (cyr. Бела) – wieś w Serbii, w okręgu pirockim, w mieście Pirot. W 2011 roku liczyła 24 mieszkańców.